# Isias cochinensis
Isias cochinensis is een eenoogkreeftjessoort uit de familie van de Centropagidae. De wetenschappelijke naam van de soort is voor het eerst geldig gepubliceerd in 1975 door Pillai.